# فيلي براون (لاعب كرة قدم)
فيلي براون (بالإنجليزية: Willie Brown)‏ (25 نوفمبر 1938 في المملكة المتحدة - ) هو لاعب كرة قدم بريطاني في مركز حراسة المرمى. لعب مع نادي سانت ميرين ونادي تشستر سيتي وأكرينجتون ستانلي ‏ ونادي غرينوك مورتون.